# Brasilianisch-ghanaische Beziehungen
Die brasilianisch-ghanaischen Beziehungen umfassen die bilateralen Beziehungen zwischen Brasilien und Ghana. Sie unterhalten seit 1960 offizielle diplomatische Beziehungen.
Ihr Verhältnis gilt traditionell als sehr gut. So war die brasilianische Vertretung in Ghana 1960 die erste Botschaft Brasiliens in Subsahara-Afrika, und die ghanaische Botschaft in Brasilien ist die einzige Vertretung Ghanas in Südamerika (Stand 2024). Neben historischen kulturellen Bezügen und ihrem wachsenden Warenaustausch sind heute vor allem ihre Kooperationen in landwirtschaftlicher Entwicklung und ihre gegenseitige Unterstützung in Fragen internationaler Politik zu nennen. So unterstützen sie sich häufig in der UNO, sind beide Mitglieder der Gruppe der 77 (und gehören dort beide zur Gruppe der 24), und sie arbeiten in der Bewegung der Blockfreien Staaten zusammen.
Zudem sind sie gemeinsam Mitglied in zahlreichen weiteren internationalen Organisationen, zu nennen insbesondere Wirtschaftsgremien wie die Internationale Kakao-Organisation (ICCO), die Welthandelsorganisation (WTO) und die Weltbank und ihre Unterorganisationen. Auch in zahlreichen UN-Sonderorganisationen sind sie beide Mitglieder, dazu arbeiten sie in so verschiedenen multilateralen Organisationen wie der Internationalen Atomenergie-Organisation, dem Internationalen Strafgerichtshof, der Organisation für das Verbot chemischer Waffen oder Interpol zusammen. Militärisch engagieren sie sich Seite an Seite immer wieder auch in UN-Missionen, darunter bislang die Mission der Vereinten Nationen in Liberia (UNMIL, 2003–2018), die Mission der Vereinten Nationen für das Referendum in Westsahara (MINURSO, seit 1991) und die Interimstruppe der Vereinten Nationen in Libanon (UNIFIL, seit 1978).
Ein weiteres Verbindungsglied ist die ghanaische Diaspora in Brasilien, zu der auch einige Studenten gehören. Im Jahr 2024 waren 2.929 in Ghana geborene Einwohner in Brasilien gemeldet.

## Geschichte

### Vorgeschichte bis 1960

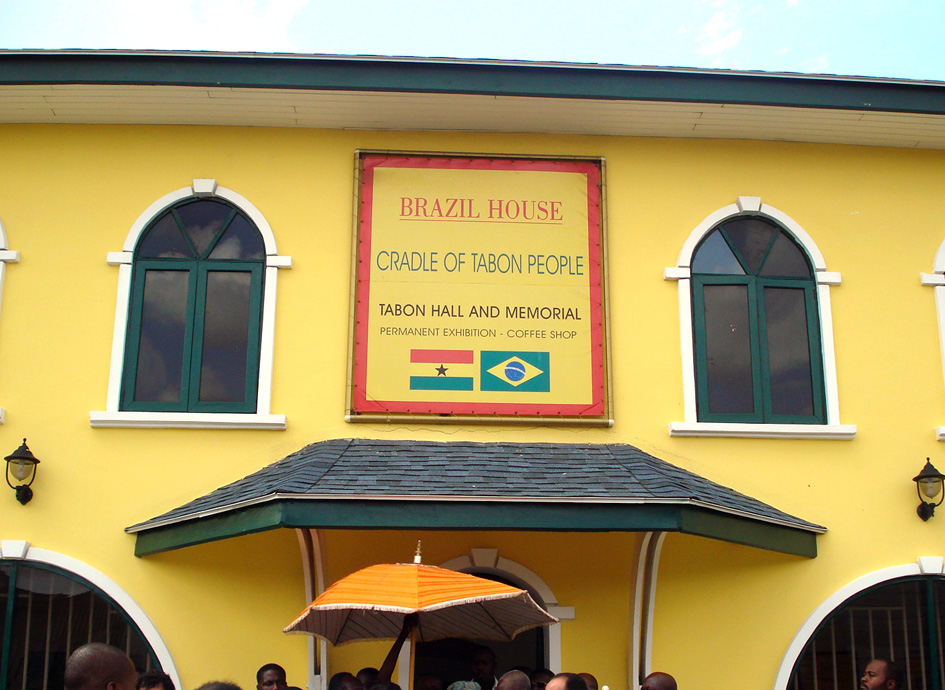
Das Brazil House in der ghanaischen Hauptstadt Accra erinnert an die Tabom People und damit an die brasilianisch-ghanaische Geschichte zurückgekehrter Sklaven im 19. Jh.

Die portugiesischen Seefahrer kamen in der zweiten Hälfte des 15. Jahrhunderts als erste Europäer im heutigen Ghana an und gründeten ab 1482 portugiesische Handelsstationen an der Goldküste, der Küste des heutigen Ghanas. Im Jahr 1500 kamen Portugiesen als erste Europäer in Brasilien an. Damit wurden die Küsten Brasiliens und Ghanas gleichermaßen Teil des portugiesischen Weltreichs. Sie blieben lange durch Handelsbeziehungen verbunden, insbesondere im sogenannten atlantischen Dreieckshandel. Wesentlicher Teil dieser anfangs innerportugiesischen, dann zunehmend internationalen Handelsbeziehungen war der transatlantische Sklavenhandel, der auch die vorherrschende Plantagenwirtschaft in Brasilien bediente.
Mit dem im 18. Jahrhundert beginnenden Verbot des Sklavenhandels durch die Kolonialmacht Portugal (siehe auch Abolitionismus in Portugal) nahm dieser Handel dann ab. 1822 erklärte sich Brasilien für unabhängig und führte seine Sklavenwirtschaft danach noch einige Jahrzehnte weiter. Um 1835 setzte dann aber auch eine Rückwanderung befreiter Sklaven aus Brasilien nach Westafrika ein, teils abwertend als Retornados, portugiesisch für Zurückgekehrte bezeichnet. In Ghana zeugen bis heute die Tabom People von diesen historischen brasilianisch-ghanaisch-portugiesischen Beziehungen.
Ghana wurde im weiteren Verlauf des 19. Jahrhunderts vollends britische Kolonie, bis es 1957 seine Unabhängigkeit vom Vereinigten Königreich erreichte, als erste Kolonie Subsahara-Afrikas.

### Seit 1960

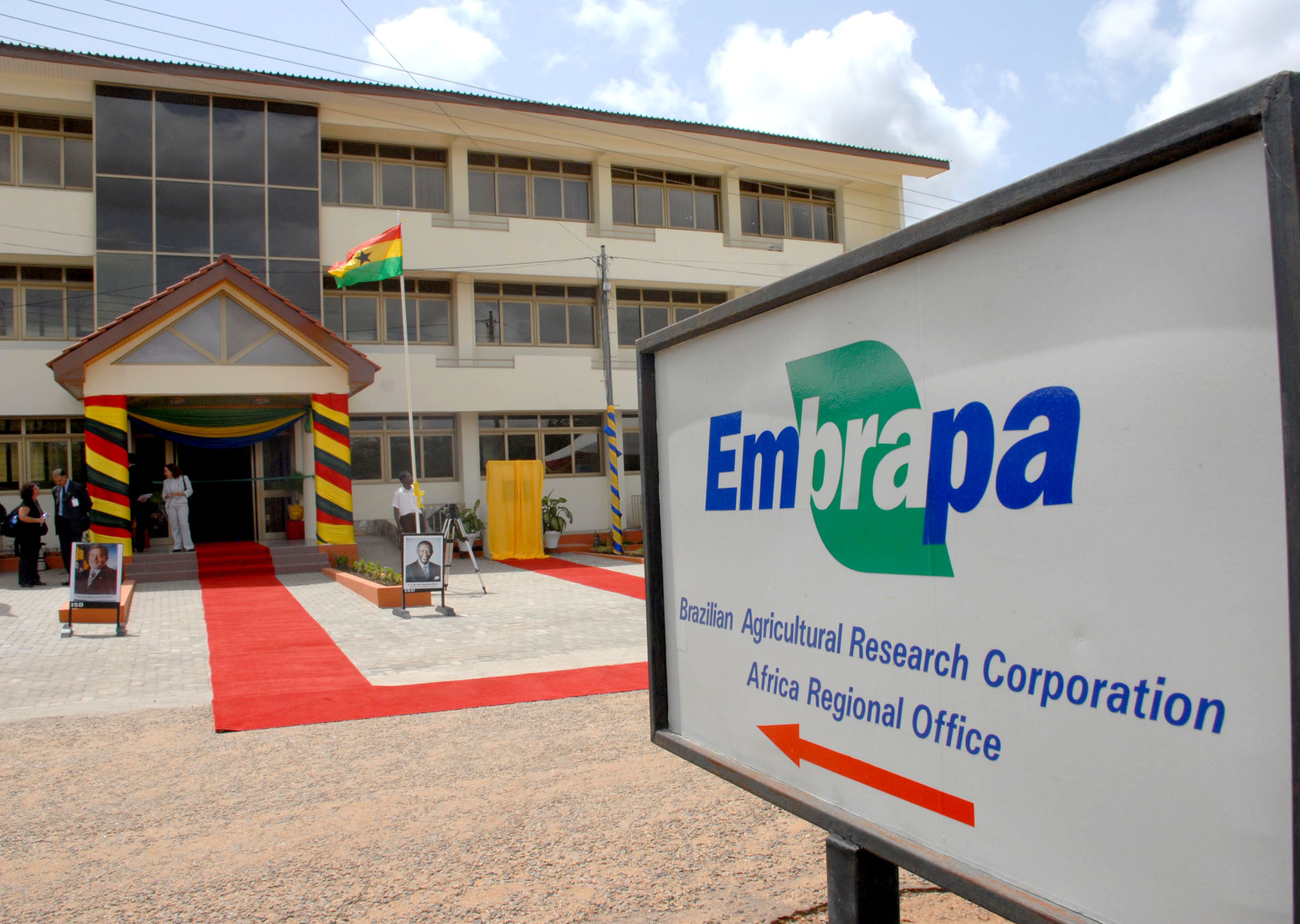
Das Afrika-Regionalbüro des brasilianischen Forschungsinstituts Embrapa in Ghana: in der Landwirtschaft besteht eine aktive Zusammenarbeit zwischen Brasilien und Ghana.

Im Jahr 1960 nahmen Brasilien und Ghana diplomatische Beziehungen auf. Brasilien richtete 1960 eine Vertretung in Ghana ein und erhob sie 1961 zur vollen Botschaft, später eröffnete Ghana seinerseits eine Botschaft in Brasilien.
In den 1960er und 1970er Jahren engagierten sich beide Länder zusammen in verschiedenen Fragen, insbesondere gegen die südafrikanische Apartheidspolitik und für das Selbstbestimmungsrecht der Völker. 1978 besuchte Opoku Ware II., Herrscher des ghanaischen Königreichs der Aschanti, Brasilien.
In den 1980er Jahren unterstützte Ghana die Initiative Brasiliens, die 1986 zur Resolution A/RES/41/11 der Generalversammlung der Vereinten Nationen und damit zur Gründung der Südatlantischen Zone des Friedens und der Zusammenarbeit führte, der beide Länder seither als aktive Länder angehören. 1984 und 1985 besuchten Delegationen des ghanaischen Landwirtschaftsministerium Brasilien.

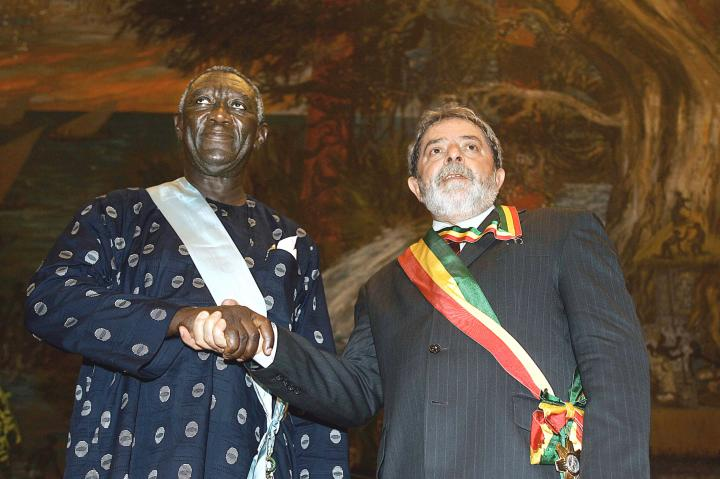
Ghanas Präsident John Kufuor empfängt seinen brasilianischen Amtskollegen Lula da Silva zum Staatsbesuch (2005).

Nach einer Phase nachlassender Beziehungen weitete dann der 2003 ins Amt gekommene Präsident Lula da Silva die außenpolitischen Aktivitäten Brasiliens aus und verbesserte die Beziehungen seines Landes auch zu vielen afrikanischen Staaten wieder deutlich, in kultureller, diplomatischer und wirtschaftlicher Hinsicht. Nicht nur zu den afrikanischen Staaten mit Amtssprache Portugiesisch intensivierte sich dabei das Verhältnis, sondern auch zu anderen v. a westafrikanischen Staaten. Zu Ghana intensivierten sich die Kontakte nun auch wieder, mit häufigen gegenseitigen Staatsbesuchen auf allen Ebenen, aber auch mit technischer Kooperation und wachsendem Handel. Nachdem 2003 und 2004 von gegenseitigen Staatsbesuchen bis hinauf zu Außenminister und Energieminister gekennzeichnet waren, reiste 2005 Präsident Lula da Silva nach Ghana. Beide Länder unterzeichneten dabei auch ein erstes Luftfahrtabkommen.
Im Juli 2006 kam Ghanas Präsident John Kufuor zum Gegenbesuch nach Brasilien, wo beide Länder ein Kooperationsabkommen im Sportbereich schlossen. Im November gleichen Jahres trafen beide Präsidenten erneut zusammen, am Rande des Afrika-Südamerika-Gipfels in Nigerias Hauptstadt Abuja.  
Zu den Feierlichkeiten anlässlich des 50. Jahrestages der Unabhängigkeit Ghanas reiste auch eine brasilianische Delegation an, unter Führung des brasilianischen Bergbau- und Energieministers Silas Rondeau.
2008 kam Lula da Silva erneut nach Ghana, zur 12. Konferenz der Vereinten Nationen für Handel und Entwicklung (UNCTAD). Ghanas Vize-Präsident John Mahama reiste von 2010 bis 2012 jährlich einmal nach Brasilien, 2013 tat es ihm  Außenministerin Hanna Tetteh gleich. Mahama kam 2015 nochmals nach Brasilien, zum zweiten Amtsantritt von Präsidentin Dilma Rousseff.
Am 11. Oktober 2017 kam Brasiliens Außenminister Aloysio Nunes Ferreira zum Staatsbesuch nach Ghana, im gleichen Monat bereiste Osei Tutu II. Brasilien.
Ghanas Landwirtschaftsminister Owusu Akoto kam am 9. August 2019 zum Staatsbesuch nach Brasilien.
Ghana Außenministerin Shirley Botsway und ihr brasilianischer Amtskollege Carlos França trafen und besprachen sich am Rande der Sitzung des UN-Sicherheitsrats im Juli 2022.

## Kultur

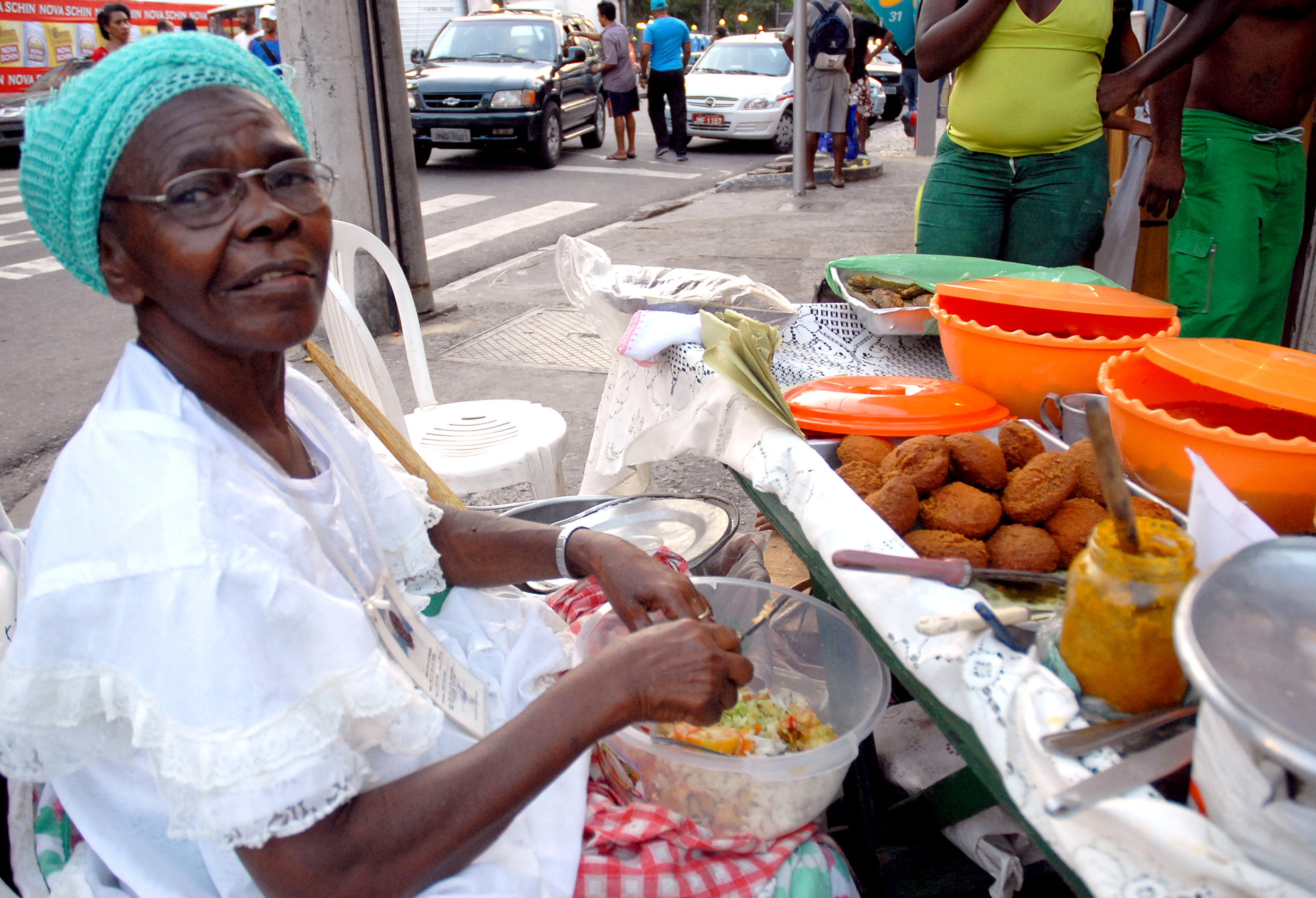
Eine Straßenverkäuferin im brasilianischen Salvador verkauft das auch aus Ghana stammende Acarajé.

Die Afrobrasilianische Kultur zeigt bis heute Spuren auch aus Ghana, neben musikalischen Einflüssen und Ursprüngen in afrobrasilianischen Religionen auch in anderen Bereichen. Zu nennen etwa das Acarajé-Gericht, das im Nordosten Brasiliens verbreitet ist, insbesondere in Bahia, das besonders stark afrobrasilianisch geprägt ist. Das Gericht ist als Akara oder Koose bis heute auch in Ghana weiterhin verbreitet.
Die Mutter des brasilianischen Schriftstellers, Journalisten und Aktivisten gegen den Sklavenhandel, José do Patrocínio, war eine befreite Sklavin aus Elmina.

## Diplomatie
Brasilien unterhält eine eigene Botschaft in der ghanaischen Hauptstadt Accra.
Ghana hat seinerseits eine eigene Vertretung in der brasilianischen Hauptstadt Brasília.
Gegenseitige Konsulate sind nicht eingerichtet (Stand 2024).

## Wirtschaft

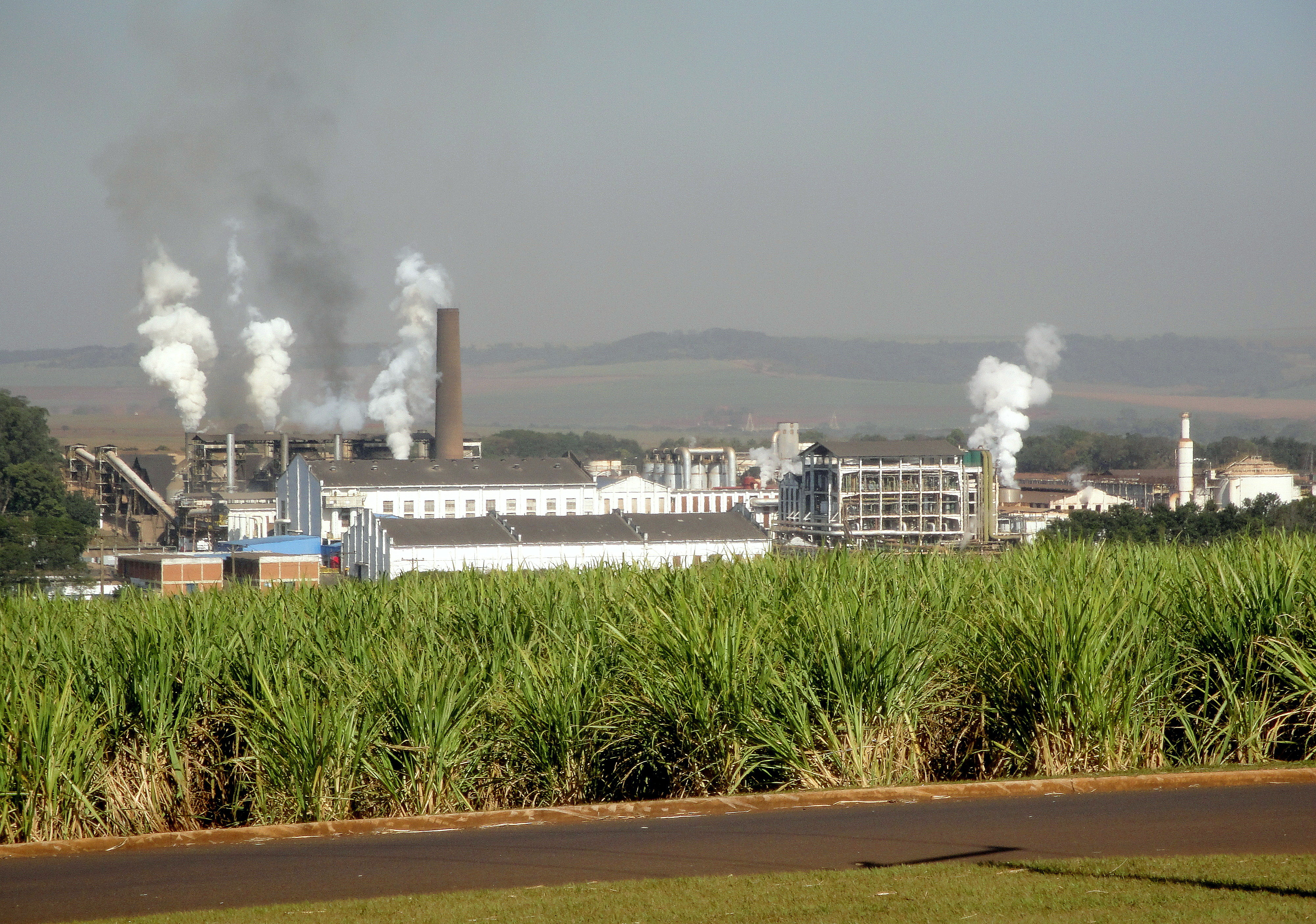
Zuckerraffinerie in Pradópolis im Bundesstaat São Paulo: Zucker ist das wichtigste Exportgut Brasiliens nach Ghana, von wo traditionell vor allem Kakao, inzwischen aber auch, und vor allem, Erdöl und dessen Produkte nach Brasilien gehen.

Im Jahr 2023 belief sich ihr bilaterales Handelsvolumen auf 771,93 Mio. US-Dollar, mit einem Handelsbilanzüberschuss zu Gunsten Ghanas von 274,57 Mio. US-Dollar. Ghana exportierte dabei Güter in Höhe von 523,25 Mio. US-Dollar nach Brasilien, von wo Waren für 248,68 Mio. US-Dollar nach Ghana gingen. Hauptexportgut Brasiliens nach Ghana waren Zucker und Zuckerprodukte (83,48 Mio. US-Dollar), Fleisch und Fleischwaren (41,96 Mio. US-Dollar), tierische Erzeugnisse (32,28 Mio. US-Dollar) und Spirituosen und Essig (26,49 Mio. US-Dollar). Ghana exportierte vor allem Mineralöl und Treibstoffe (499,72 Mio. US-Dollar), Kakao und Kakaoprodukte (17,63 Mio. US-Dollar), Kupfer (2,59 Mio. US-Dollar) und Früchte und Nüsse (1,81 Mio. US-Dollar).
2023 war von außergewöhnlich stark gestiegenen Exporten Ghanas nach Brasilien gekennzeichnet. War bis dahin vor allem Kakaopaste das wichtigste Einzelexportgut Ghanas nach Brasilien (2022: 3,83 Mio. US-Dollar), so waren nun Erdöl und dessen Produkte das mit Abstand wichtigste Ausfuhrgut nach Brasilien. Im Jahr 2022 belief sich ihr Handelsvolumen noch auf 305,1 Mio. US-Dollar, mit einem bis dahin schon traditionellen Handelsbilanzüberschuss zu Gunsten Brasiliens von 286,9 Mio. US-Dollar. Brasilianischen Exporten von 286,0 Mio. US-Dollar standen dabei ghanaische Ausfuhren in Höhe von 9,1 Mio. US-Dollar gegenüber.

## Sport

### Fußball
Fußball ist in beiden Ländern Nationalsport. 
Männer

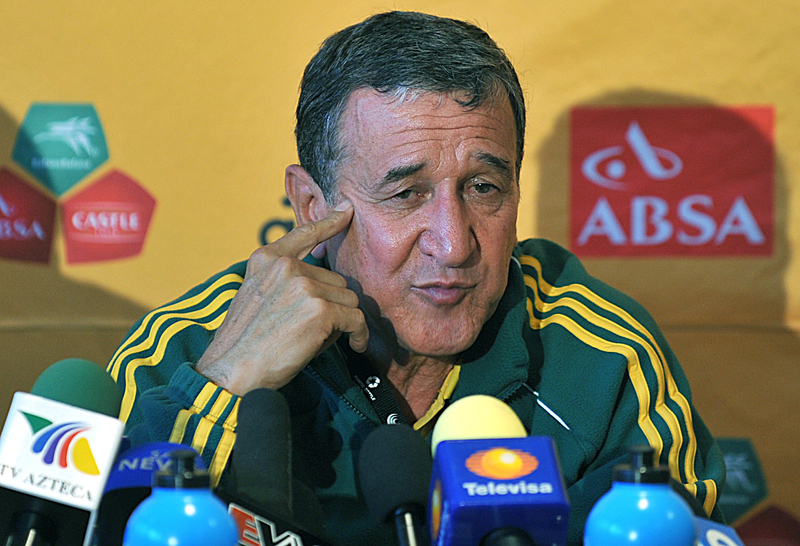
Der brasilianische Trainer Carlos Alberto Parreira (2010). Er trainierte bereits 1967, als 24-jähriger, die Auswahl Ghanas.

Die Brasilianische und die Ghanaische Fußballnationalmannschaft der Männer spielten erstmals am 27. März 1996 gegeneinander, das Freundschaftsspiel im brasilianischen São José do Rio Preto endete 8:2 für die Brasilianer. Insgesamt trafen sie bislang fünfmal aufeinander, stets mit einem brasilianischen Sieg (Stand: 2024).
Die ghanaische Männer-Auswahl wurde bereits mehrfach von Brasilianern trainiert, erstmals von 1967 bis 1968 von Carlos Alberto Parreira.
Gelegentlich spielen Fußballer aus Ghana auch in Brasilien, etwa Nationalspieler Sabit Abdulai, der seit 2024 beim brasilianischen Zweitligaverein Botafogo FC (SP) spielt. Vor ihm spielten weitere Nationalspieler Ghanas in Brasilien, etwa Freddy Adu (2013 beim EC Bahia) oder auch James Owusu-Ansah, der 2007 für den Klub Chapecoense auflief.
Frauen
Die Brasilianische und die Ghanaische Fußballnationalmannschaft der Frauen spielten erst einmal gegeneinander  (Stand: 2024), das Play-Off-Spiel zur Olympia-Qualifikation 2008 am 19. April 2008 in Peking endete 5:1 für die Brasilianerinnen. 

### Andere
Der ghanaische Basketballspieler Kojo Mensah kam über die USA, wo er im Team der Duquesne University spielte, im Jahr 2012 nach Brasilien. Zunächst spielte er für den Top-Klub Flamengo Rio de Janeiro, mit dem er zweimal brasilianischer Meister wurde, bevor er ab 2015 für Esporte Clube Vitória spielte. 2017 ging er nach Mexiko und beendete dort seine aktive Laufbahn.